# Godofredo y Pascualino, viven del deporte fino
Godofredo y Pascualino, viven del deporte fino es una historieta creada por Francisco Ibáñez en 1961 para la revista El Campeón de las Historietas que muestra las cómicas peripecias de una ruinosa agencia de representación de deportistas.

## Características
La serie se desarrolla en una agencia de representación de deportistas formada por el jefe, Godofredo, un hombre despótico y malhumorado que viste bombín y está siempre fumando un puro y el empleado, Pascualino, un hombrecillo bajito, calvo y esmirriado con pretensiones, siempre frustradas por su jefe, de convertirse en estrella del deporte. La mayoría de las historietas se basaba en una confusión por parte de Pascualino a la hora de entender las órdenes de su jefe, por ejemplo en vez de un medio volante le traía un volante partido por la mitad y cuando le pedía a un buen guía de montaña le traía al Yeti.
Otro elemento humorístico de la serie eran los carteles que colgaban de la oficina pidiendo deportistas con ofertas absurdas tales como: "Vendo nadador barato con reuma" o "vendo esquís por rotura de dueño".
Las historietas de la serie eran de tres cuartos de página cada una, ya que el tercio restante se usaba para publicar chistes y pasatiempos en un lateral.

## Trayectoria editorial
La serie apareció en 1961 en el número 50 de la revista El Campeón de las Historietas, ya que la revista cambió en ese número su línea editorial para pasar a centrarse en el mundo del deporte y se mantuvo hasta de la desaparición de dicha publicación en 1962 (número 95)

## Influencia
La serie es una variación de la anterior pareja de empleado/subordinado dibujada por Ibáñez para la misma revista, Ande, ríase "usté" con el Arca de Noé, a la cual sustituye.